# Сверхмалая подводная лодка

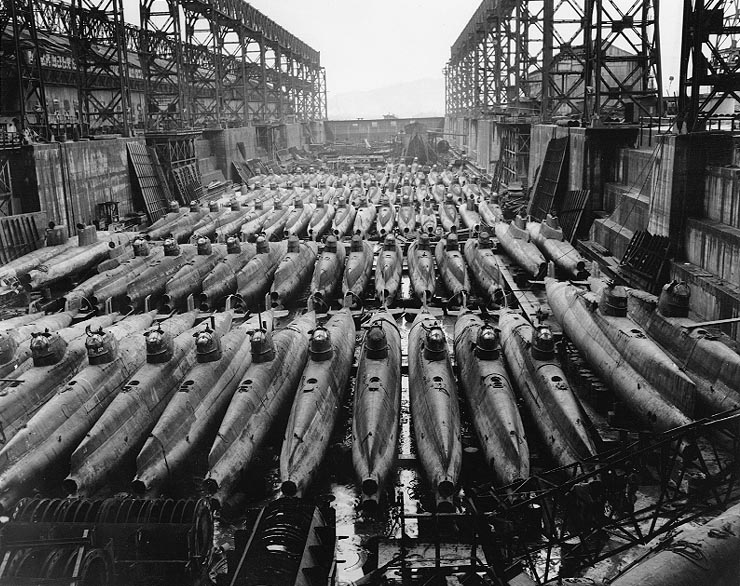
80 мини-субмарин типа D («Koryu») в сухом доке Курэ, базе Курэ, Япония, 19 октября 1945 г.

Сверхмалая подводная лодка или мини-субмарина — подводная лодка с водоизмещением менее 150 тонн. Обычно управляется экипажем из 1-2 моряков, автономность плавания сильно ограничена. Сверхмалые подводные лодки могут действовать самостоятельно или запускаются с корабля или лодки-носителя. Существуют мини-субмарины как военного так и гражданского назначения. Первые подводные лодки большинства стран мира (USS Holland (SS-1), HMS Holland 1, HMS Hajen, «Дельфин») по современной классификации попали бы в категорию сверхмалых ПЛ.

## Вооружение
Мини-субмарины чаще всего вооружены торпедами, минами либо могут нести заряды для дистанционного подрыва.

## Военное применение
Сверхмалые подводные лодки исторически предназначались для проникновения в бухты противника с целью диверсий либо наборот — для обороны крепостей как средство скрытного потопления стоящих на якоре и ведущих артиллерийский обстрел или осуществляющих блокаду кораблей противника. Такими были «Черепаха» Бушнелла (1775 год), H. L. Hunley (1863 год), и т. д.
Наиболее известными представителями данного класса периода второй мировой войны являются японская Ko-hyoteki, немецкая Seehund и английская Welman submarine.
Помимо упомянутого назначения, мини-субмарины применялись для разведки и доставки грузов. Современное представители класса находят применение при спасении экипажей затонувших подводных лодок, а также для выполнения спецопераций и для перевозки наркотиков.
- Нападение на Сидней-Харбор

## Классификация по странам

### СССР / Россия

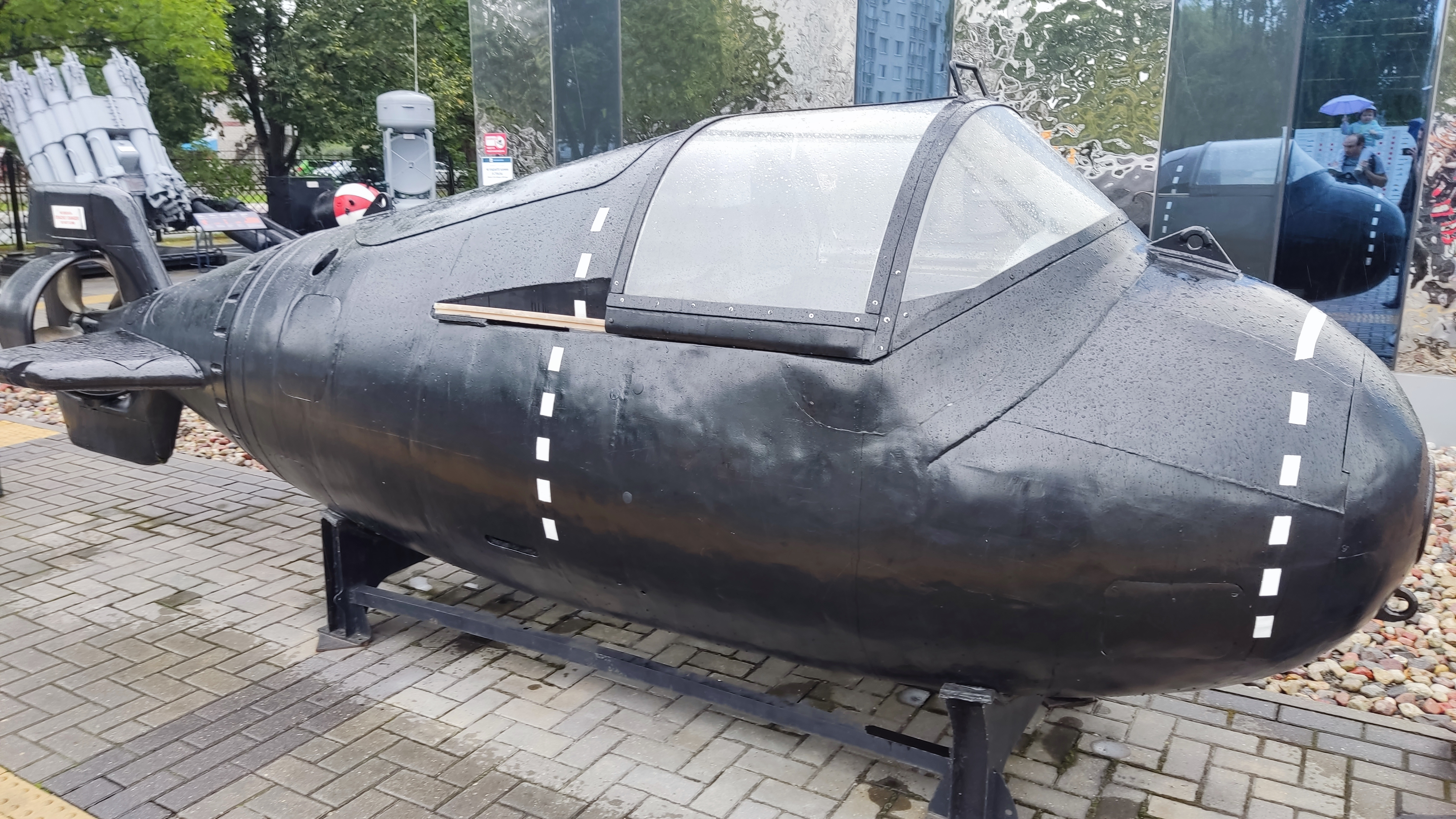
Подводная лодка Тритон-1М в Музее Мирового океана в Калининграде

Изобретателем первых сверхмалых подводных лодок России считается Степан Карлович Джевецкий, разработавший серию экспериментальных моделей в 1870-е годы.
Первой сверхмалой лодкой, принятой на вооружение русского флота, была «Форель», оборонявшая гавань Владивостока во время Русско-японской войны.
В Советском Союзе прообразом сверхмалой подводной лодки стала «Аэроподводная лодка» (другое название — автономная подводная лодка «Пигмей»), разработанная Остехбюро и спущенная на воду в 1935 году. В дальнейшем разрабатывались проекты сверхмалых ПЛ 606, 610 (технический проект, 1942—1943 годы), 663 (эскизный проект, 1959 год).
Реализованные проекты:

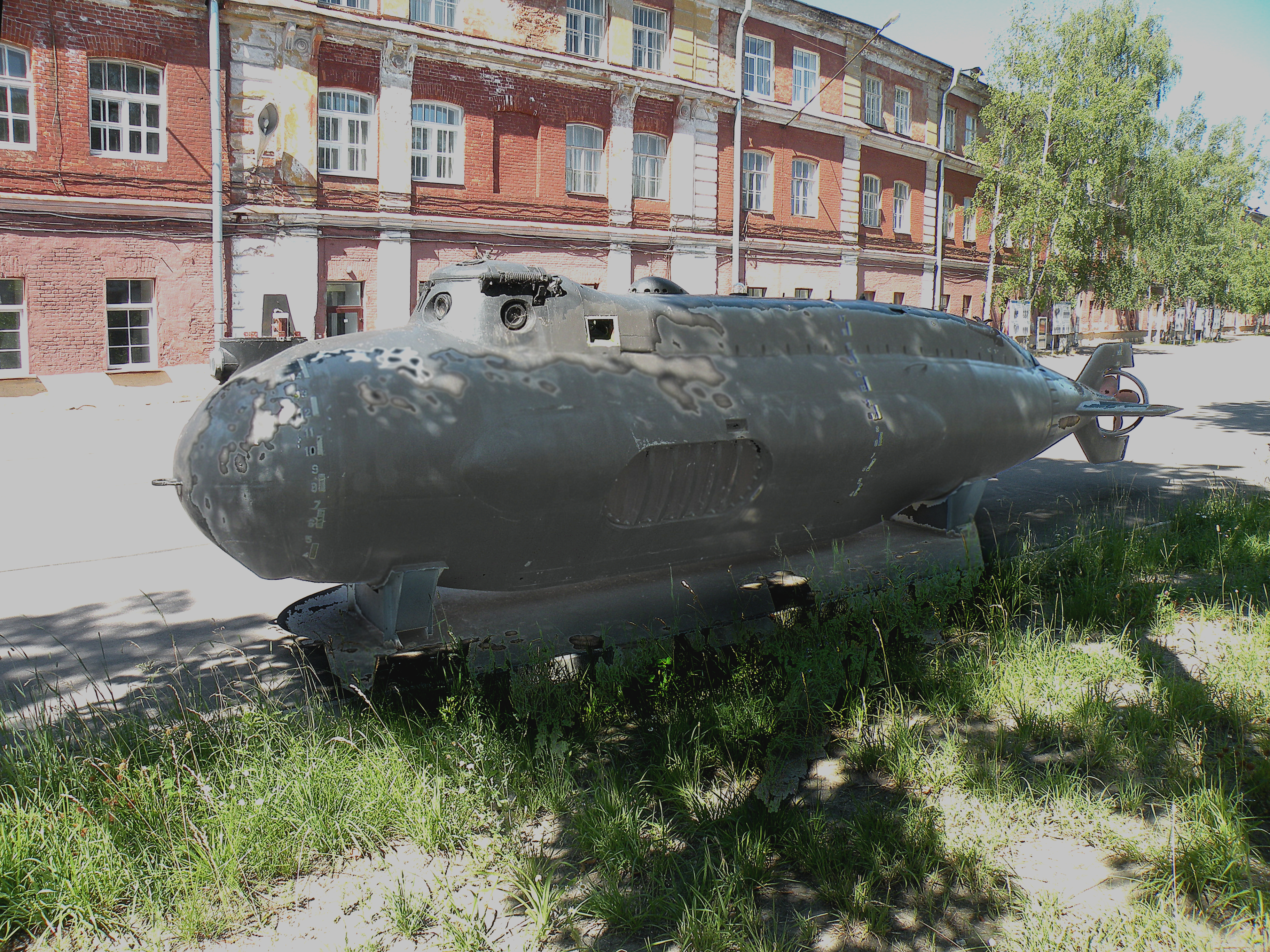
Сверхмалая подводная лодка-носитель легководолазов «Тритон-2». Кронштадт.

- Сверхмалые подводные лодки — носители водолазов типа «Тритон-2»: «Тритон-1», «Тритон-1М», «Тритон-2» — групповые подводные средства движения (носители), предназначенные для скрытной доставки, высадки и обратного приема водолазов-разведчиков[4]. Экипаж — два водолаза (Тритон-1) или два водолаза водителя, четыре водолаза принимаемых на СМПЛ для выполнения задач (Тритон-2). Водоизмещение 1,6 тонн (Тритон-1), 5,7 тонн (Тритон-2)[5].
- Сверхмалая подводная лодка — носитель легководолазов «Сирена-УМ» — торпедообразный носитель легководолазов, используемый как с надводного корабля, так и из торпедных аппаратов подводной лодки. Экипаж — два водолаза. Масса с грузовым контейнером 1644 кг, без контейнера — 1097 кг[4].

Часто в прессе подводные лодки проекта 865 «Пиранья» тоже именуются сверхмалыми подводными лодками, но из-за больших размеров по отечественной классификации они относятся к малым подводным лодкам специального назначения (отсюда обозначение вступивших в строй лодок: МС-520 и МС-521): водоизмещение у «Пираньи» в пятьдесят раз больше, чем у СМПЛ «Тритон-2», и сравнимо с водоизмещением советских малых подводных лодок поздних серий времён Великой Отечественной войны.

### Китай
- Type 7103 DSRV[англ.]
- Osprey class submersible[англ.]
- Sea Pole class bathyscaphe[англ.]

### Тайвань
- 2 итальянских минилодки COS.MO.S SX-404: S-1 Haijiao (海蛟), S-2 Hailong (海龍)

### Франция
- Nautile[англ.] — исследовательский батискаф с глубиной погружения до 6 километров

Франция также получила несколько немецких мини-субмарин после окончания ВМВ.

### Германия

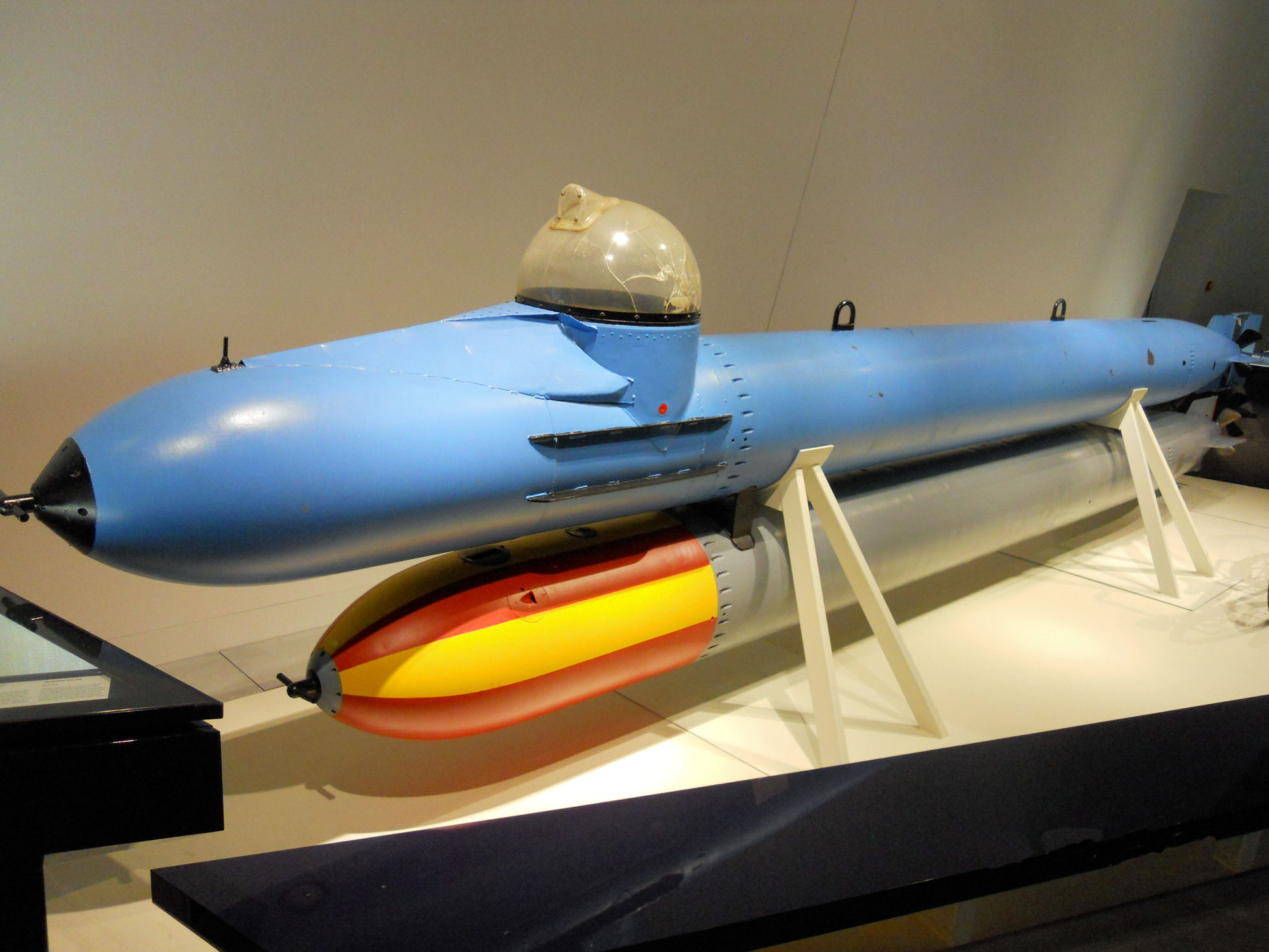
Модель человекоуправляемой торпеды «Негер»

Большая часть мини-субмарин была разработана в конце Второй мировой войны и предназначалась для нарушения морского сообщения и противодействия высадке союзников на материк.
- тип «Бибер» — построено 324 шт.[7]
- Delphin
- Marder
- Molch[англ.]
- Neger
- Seehund
- Seeteufel
- Подводные лодки проекта 202 — послевоенный проект 1960-х годов.

### Иран
- Ghadir[англ.]
- Nahang[англ.]

### Италия

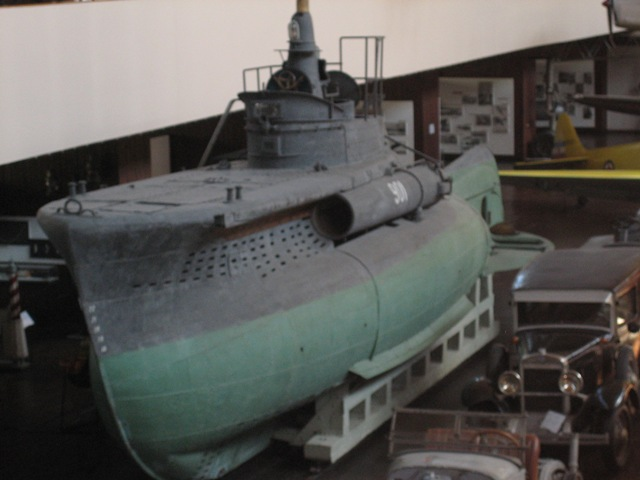
Итальянская сверхмалая подводная лодка класса CB

- Siluro a Lenta Corsa (SLC), также известная, как «Майале» (свинья)
- Подводные лодки типа CA 14 тонн, экипаж трёх человека
- Подводные лодки типа CB 45 тонн, экипаж из четырёх человек, спроектирована в 1941 году[8]
- CE2F/X100 послевоенный вариант Майале
- SX-404 70-тонная мини-субмарина. В 1970-х годах четыре были проданы в Колумбию и две в Тайвань[9]

### Япония
- Ko-hyoteki (Тип А) — класс мини-субмарин, применявшихся в 1941 году при нападении на Перл-Харбор, в 1942 году при нападении на Сидней-Харбор и в Битве за Мадагаскар. Обломки одной из мини-субмарин были обнаружены в бухте Перл-Харбор в 2002 году[10].

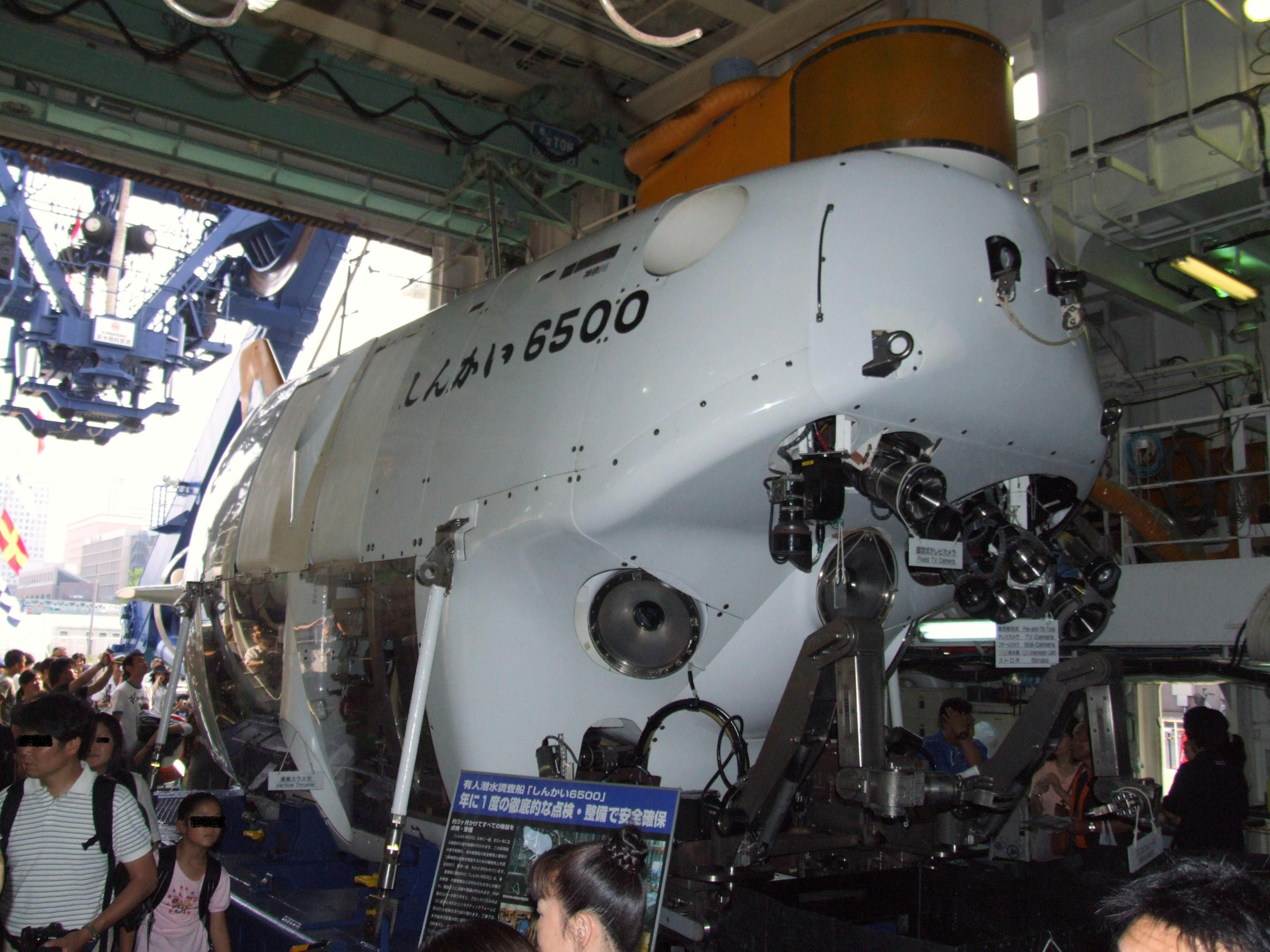
DSV Shinkai

- Тип B (45 шт.) — прототип, построенный в 1942 году для тестирования улучшений конструкции типа А[11]
- Тип C (62-76 шт.) — аналог типа А с командой из трёх человек и увеличенным радиусом действия[11]
- Тип D Koryu (115 шт.) — улучшенный тип С с командой из пяти человек и увеличенным радиусом действия (1000 миль в надводном положении и 320 — в подводном)[12]
- Kairyu class submarine[англ.] — спроектирована в 1943-44 годах, производилась с начала 1945, для обороны от американских кораблей
- Кайтэн — торпеда, управляемая пилотом-смертником
- DSV Shinkai[англ.] исследовательский батискаф с глубиной погружения до 6,5 км.

### Северная Корея
- Yugo class submarine[англ.]
- Yono class submarine[англ.] (также см. ROKS Cheonan sinking[англ.])

### Великобритания

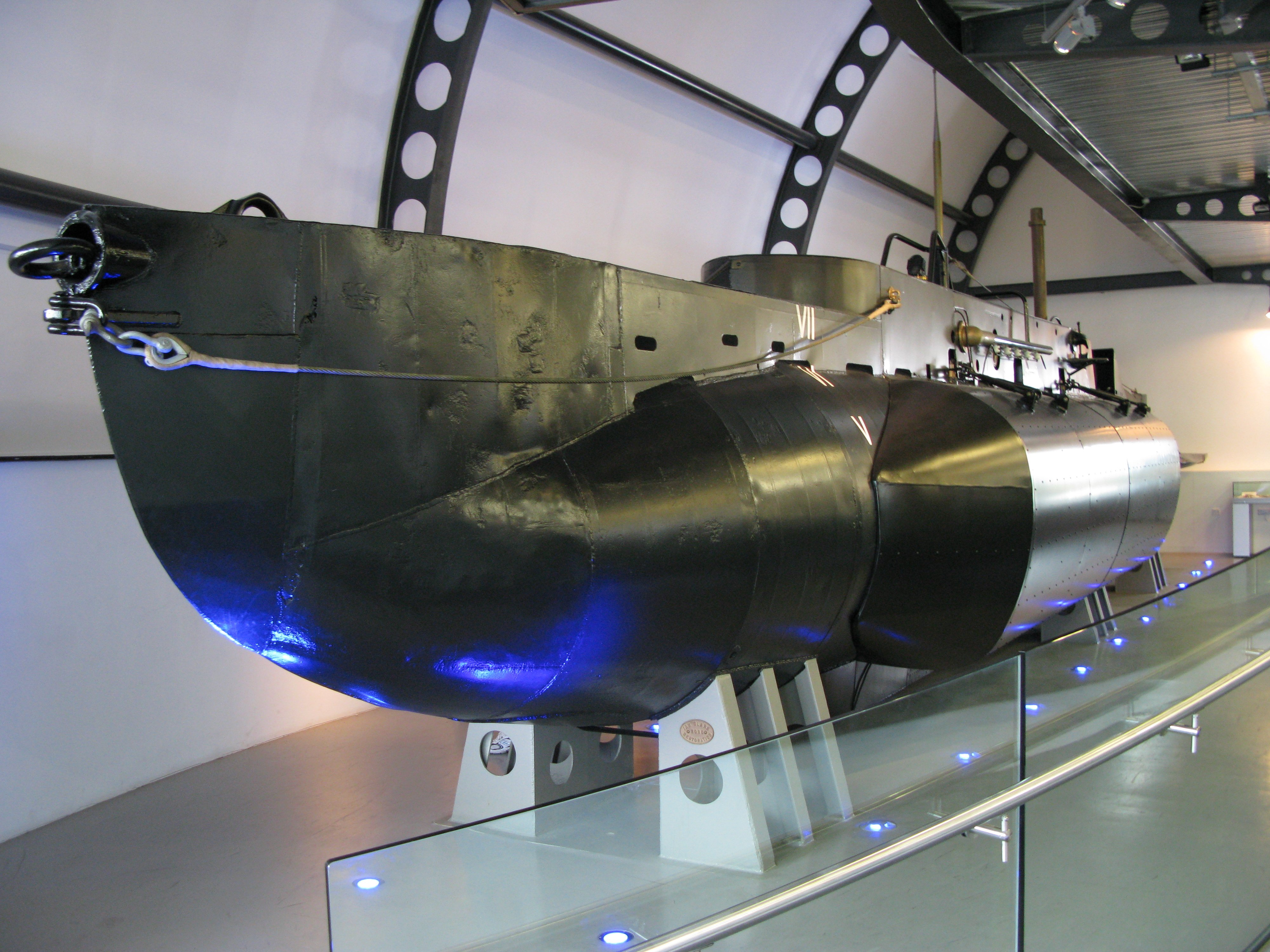
X24 английская подлодка класса X в королевском музее подводных лодок

Королевский военно-морской флот Великобритании использовал несколько типов мини-субмарин. Большая их часть была разработана во время Второй Мировой войны.
- Сверхмалые подводные лодки типа X[англ.] использовалась для атак на немецкие военные корабли у северных берегов Норвегии. Экипаж состоял из трёх человек и пловца, вооружение — две морских мины. Применялась тактика установки мин с таймером под целью и выход из зоны действий. Одной из успешных операций сверхмалых подводных лодок класса X было нападение на линкор Тирпиц. В результате операции корабль был выведен из строя на шесть месяцев[13].
- Сверхмалые подводные лодки типа XE[англ.] применялись на Дальнем Востоке.
- Welman submarine[англ.] — сверхмалая подводная лодка с одним пилотом. Принято считать, что проект оказался провальным[14]
- Stickleback class — послевоенное развитие XE класса.

### США
- Aluminaut[англ.]
- Алвин (DSV-2)
- DSRV-2 Avalon[англ.]
- DSRV-1 Mystic[англ.]
- Nemo (DSV-5)
- DSV Sea Cliff[англ.] (DSV-4) класса Алвин
- DSV Turtle[англ.] (DSV-3) класса Алвин
- X-1 Submarine[англ.]

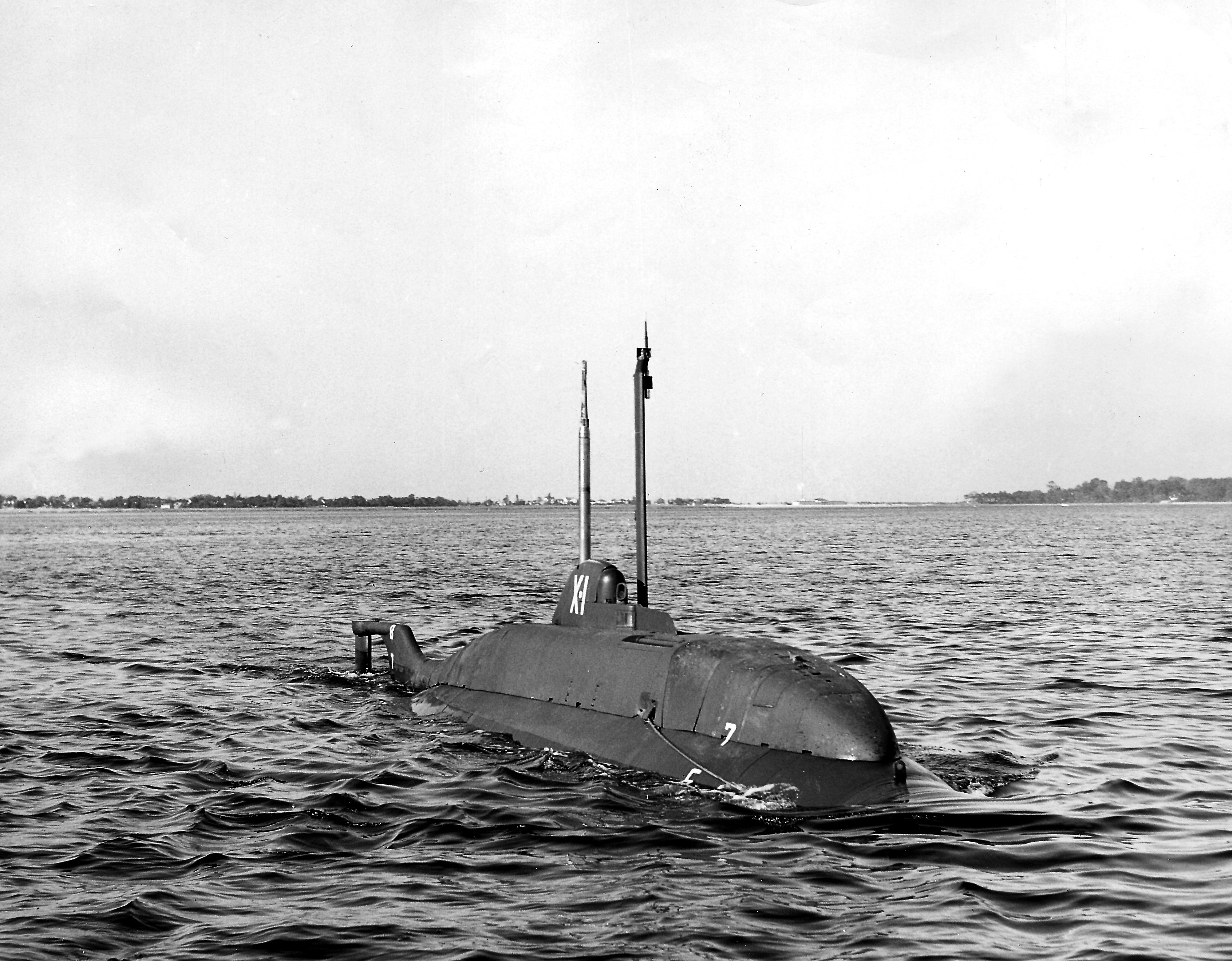
Американская мини-субмарина X-1 в море

(DSV — Deep Sea Vehicle — Глубоководный аппарат)

### Югославия
- Подводные лодки типа «Уна»